# Dolmen von Rougié
Der Dolmen von Rougié ist eine Megalithanlage im Regionalen Naturpark Causses du Quercy (französisch Parc naturel régional des Causses du Quercy) südlich der Départementstraße D 802 bei Livernon im Département Lot in Südfrankreich. Er liegt nur etwa 100 m entfernt vom bekannteren und größeren Dolmen de la Pierre Martine. Dolmen ist in Frankreich der Oberbegriff für Megalithanlagen aller Art (siehe: Französische Nomenklatur).
Der Rougié Dolmen ist etwa drei Meter lang, mit einem in zwei Teile zerbrochenen Deckstein. Die nach Osten orientierte Kammer hat seitlich und am Ende (hier verkippt) einige größere Tragsteine in situ.
Etwa 500 m südlich des Dolmens liegt der Steinbruch, aus dem die Steine des Dolmens wie auch die des nahen Dolmen de la Pierre Martine stammen.

Dolmen de la Rougié
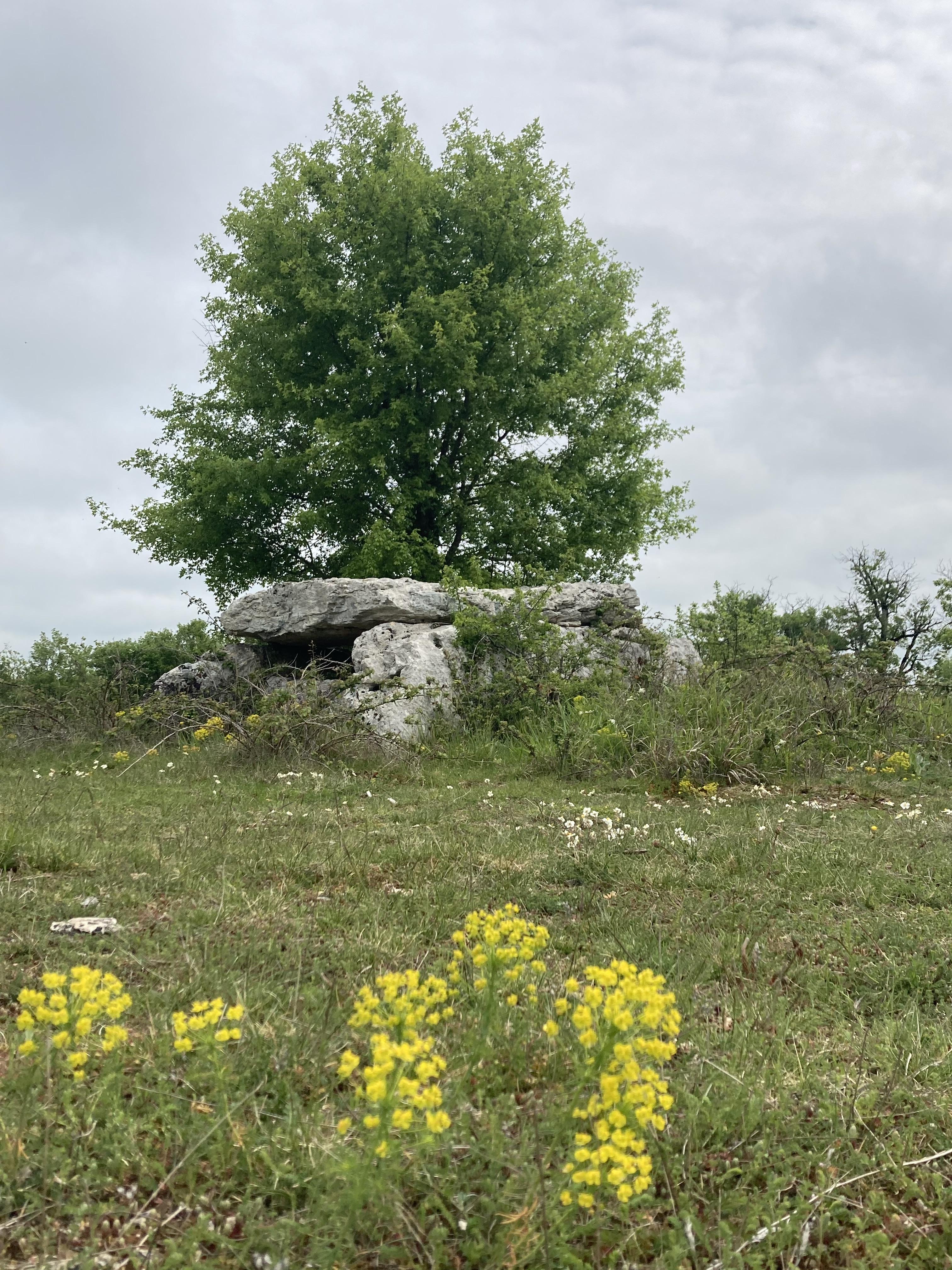
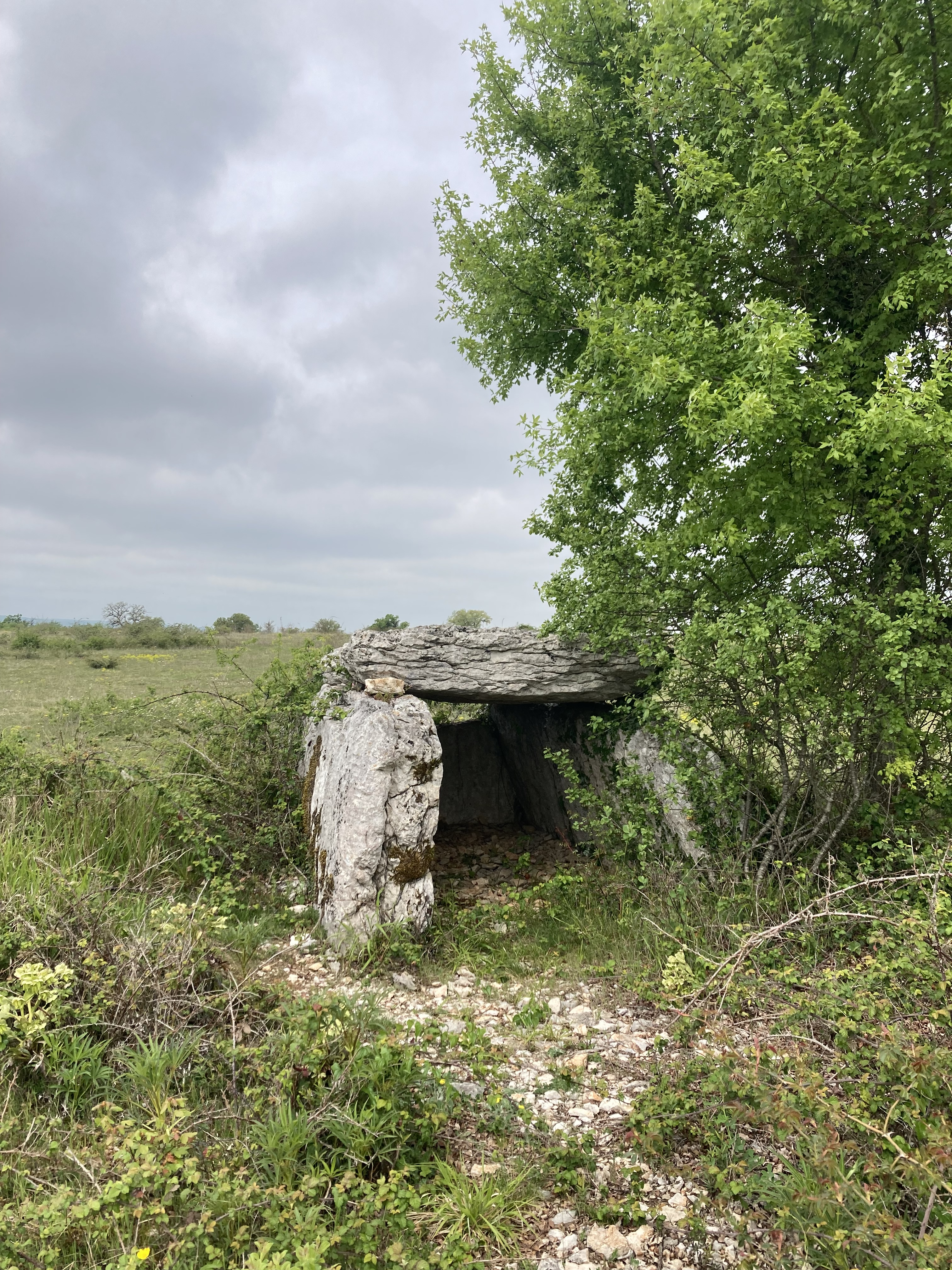
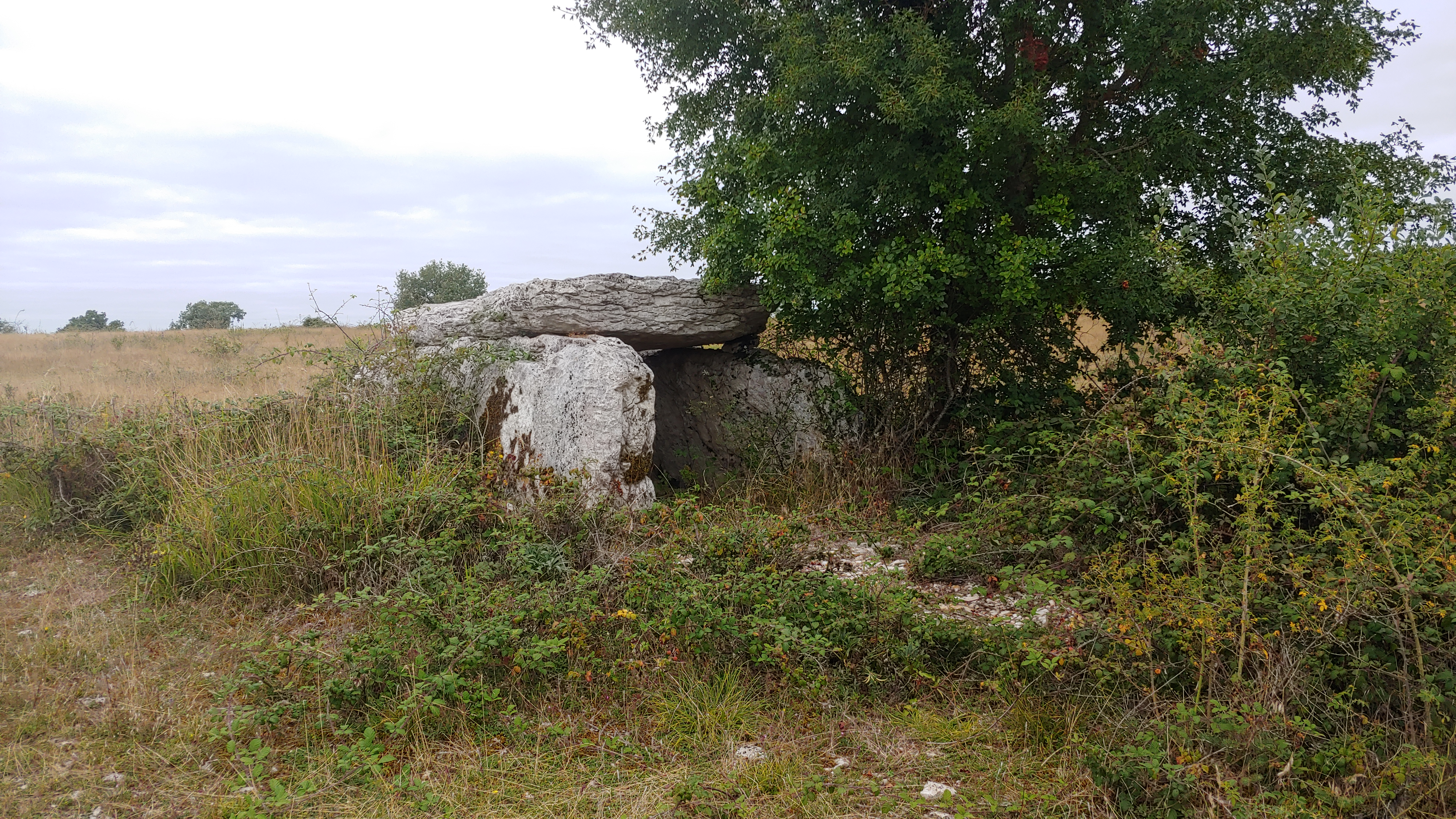
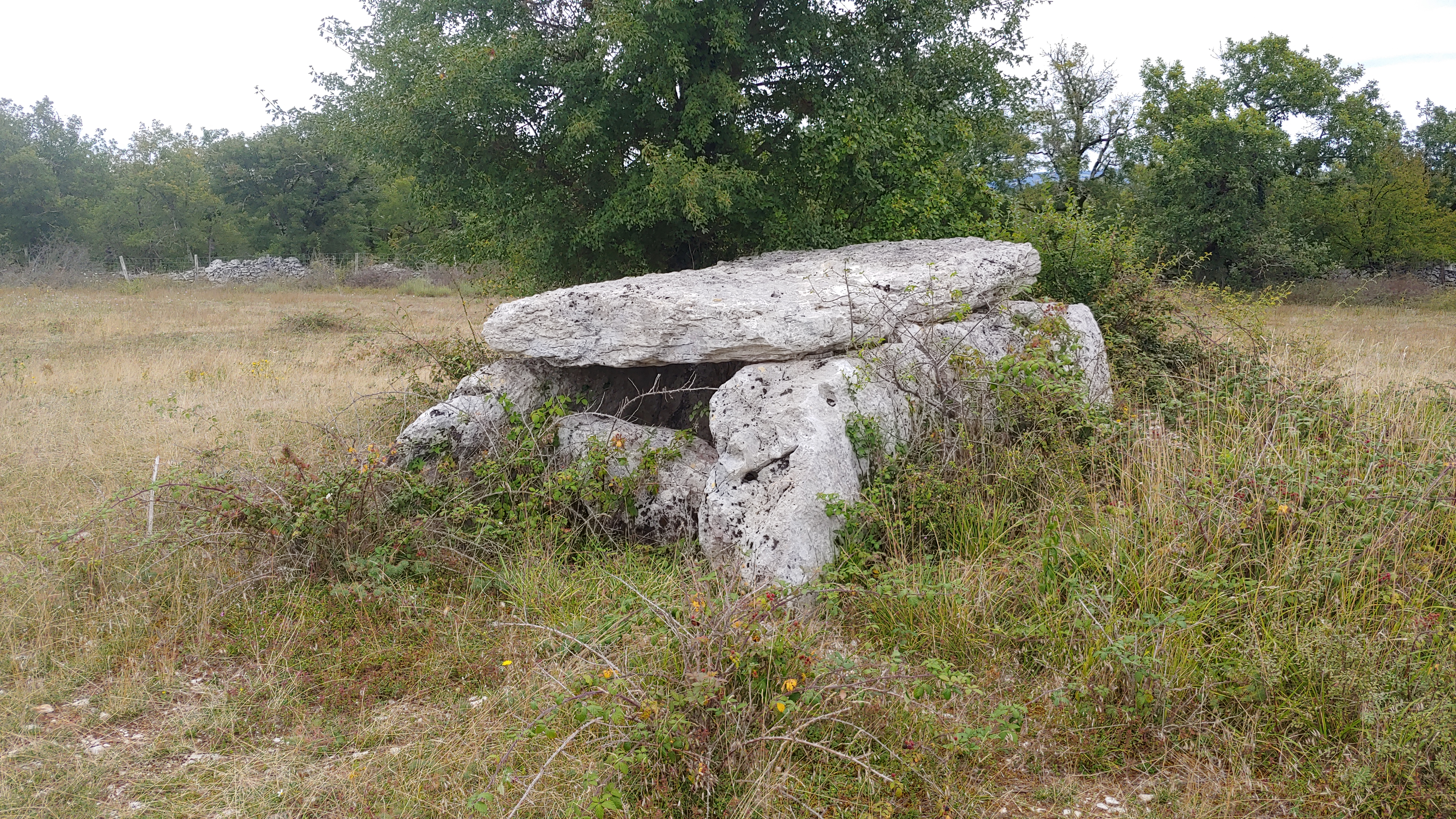